# Polipropilenă

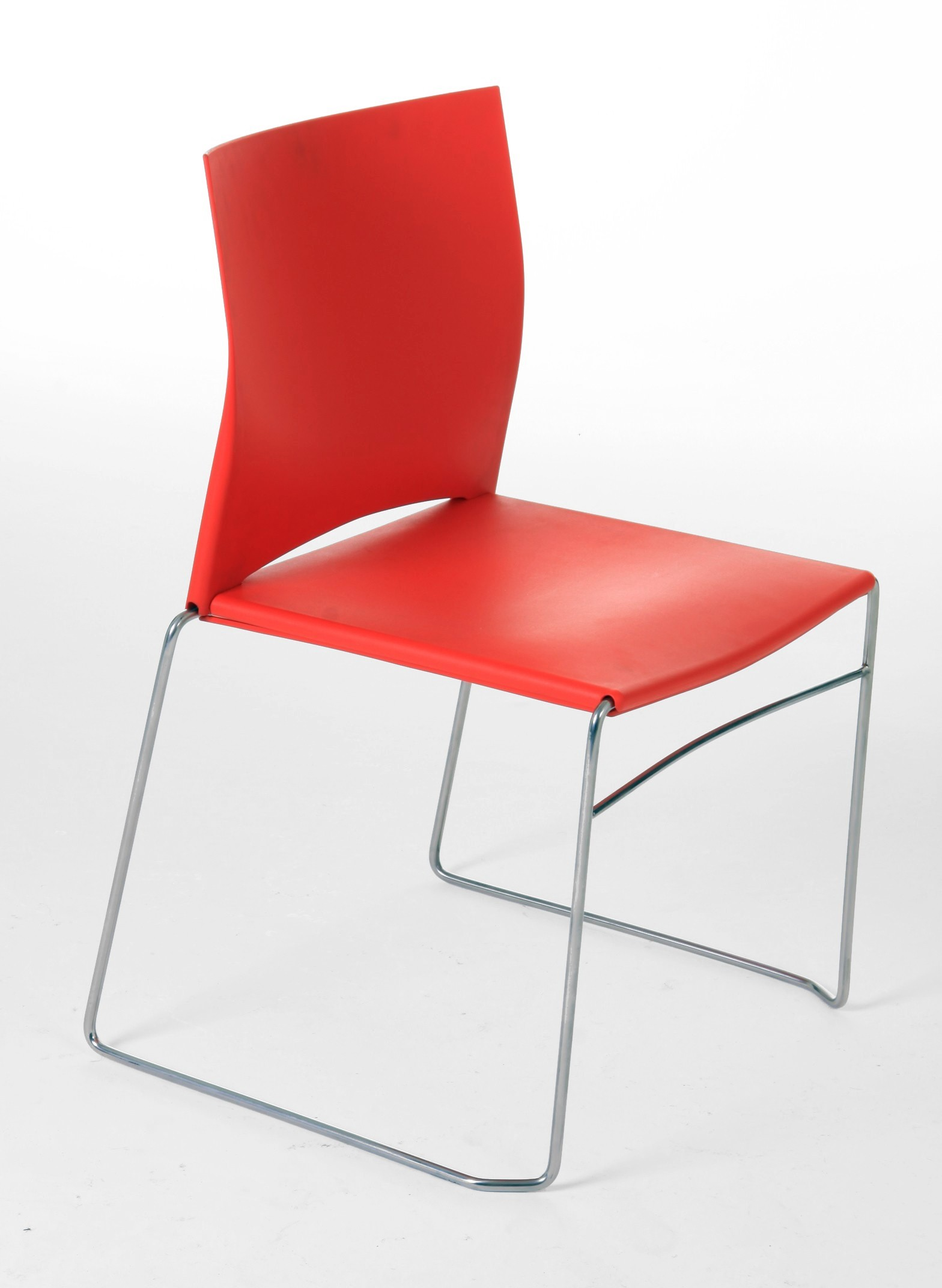
Scaun fabricat cu polipropilenă

Polipropilena este un material plastic mai rezistent la căldură decât policlorura de vinil (PVC).
Este folosită in industria materialelor plastice, mai ales la instalațiile de încălzire.
În anul 2007, piața globală a polipropilenei a avut un volum de 45.1 milioane tone, care a dus la o cifră de afaceri de 65 de miliarde de dolari americani (47.4 miliarde de Euro).

## Proprietăți chimice și fizice
Cea mai mare parte din polipropilena comercială este izostatică și are un nivel intermediar de cristalinitate între cea a densității mici polietilenă (PEMD -polietilenă de mică densitate) și cea a densității ridicate polietilenă (PEID - polietilenă de inalta densitate).
Polipropilena normală este dură și flexibilă, în special când este copolimerizată cu etilenă. Aceasta permite polipropilenei să fie utilizată ca un plastic pentru producția în industria de automobile concurând cu ABS. Polipropilena este ieftină și poate deveni translucidă când nu este colorată.

## Rezistența chimică
Polipropilena este un material rezistent la majoritatea compușilor chimici, drept pentru care este foarte frecvent folosit pentru recipiente dar și ustensile pentru manipularea produselor chimice cum ar fi solvenți, acizi, baze, săruri. Totuși, nu este recomandată păstrarea solvenților foarte puternici ( cum ar fi acetona, cloroformul sau toluenul) sau a produselor petroliere pentru mult timp în recipiente din polipropilenă întrucât, mai ales în condiții severe de temperatură, aceasta poate ceda. De asemenea acizii, în condiții de temperaturi ridicate, pot deteriora polipropilena. De exemplu, carcasele bateriilor auto, care în trecut se fabricau din ebonită, astăzi sunt fabricate din polipropilenă cu adaos de negru de fum pentru a conferi rezistență chimică și termică la electrolitul din interior în condițiile de temperatură ridicată din compartimentul motorului. 

## Rezistența termică
Polipropilena este destul de stabilă la variațiile de temperatură, este un material sigur și stabil chimic la temperaturi ridicate astfel că se folosește pentru alimente calde, se poate folosi , cu atenție, și la încălzirea alimentelor la cuptoare cu microunde. Totuși, deși rezistent și stabil la temperaturi ridicate, polipropilena este un material inflamabil, motiv pentru care trebuie ferit de flacără deschisă. Expusă timp îndelungat la razele solare sau alte surse de raze ultraviolete sau infraroșii, polipropilena poate oxida, decolora, sau chiar poate crăpa, devine casantă. Piesele de rezistență din polipropilenă, la temperaturi ridicate pot să își piardă din caracteristicile mecanice.